# Шашева
Шашева је насељено мјесто на подручју града Глине, Банија, Република Хрватска.

## Историја
Шашева се од распада Југославије до августа 1995. године налазила у Републици Српској Крајини.

## Становништво
На попису становништва из 2001. године насеље је имало 47 становника са 16 домова. На попису становништва из 2011. године насеље је имало 26 становника.
| Националност       | 1991. | 1981. | 1971. | 1961. |
| Срби               | 122   | 134   | 194   | 207   |
| Хрвати             | 2     | 1     | 1     | 1     |
| Југословени        | 2     |       |       |       |
| остали и непознато | 1     |       | 1     |       |
| Укупно             | 127   | 135   | 196   | 208   |

| Демографија | Демографија | Демографија |
| Година      | Становника  | Становника  |
| ----------- | ----------- | ----------- |
| 1961.       | 208         |             |
| 1971.       | 196         |             |
| 1981.       | 135         |             |
| 1991.       | 127         |             |
| 2001.       | 47          |             |
| 2011.       |             | 26          |